# Sarcophaga kerteszi
Sarcophaga kerteszi är en tvåvingeart som beskrevs av Villeneuve 1912. Sarcophaga kerteszi ingår i släktet Sarcophaga och familjen köttflugor.
Artens utbredningsområde är Grekland. Inga underarter finns listade i Catalogue of Life.